# Die Frau (deutsche Zeitschrift)

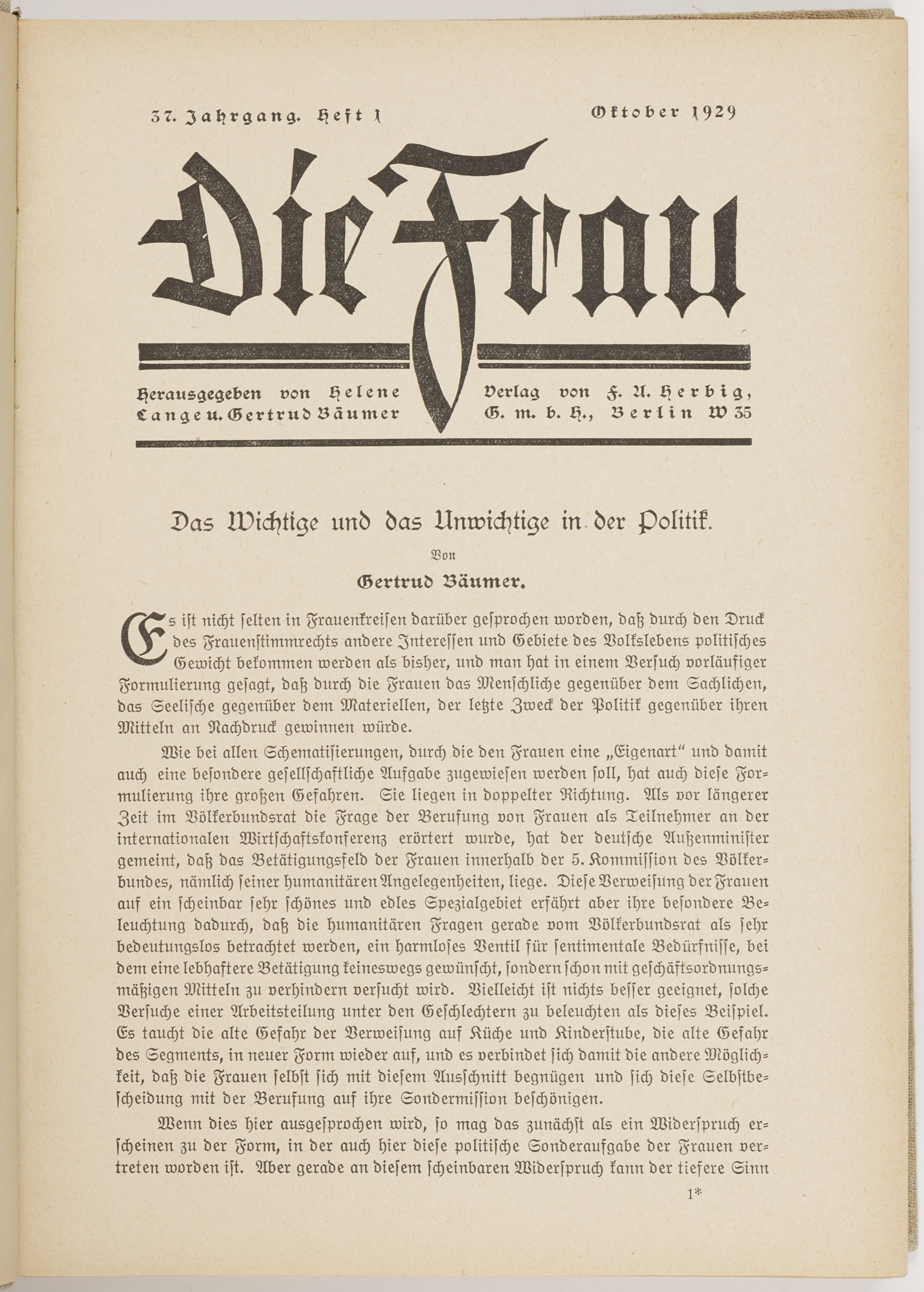
Titelblatt 1929

Die Frau war der Titel einer von 1893 bis 1944 erschienenen deutschen Frauenzeitschrift. Sie wurde bis 1933 vom Bund Deutscher Frauenvereine herausgegeben, bis 1944 von Gertrud Bäumer und Frances Magnus-von Hausen. Die Zeitschrift erschien anfangs monatlich, dann vierteljährlich und von 1941 bis 1943 alle zwei Monate.
Die Zeitschrift wurde 1893 von der Pädagogin und Frauenrechtlerin Helene Lange gegründet. Die Zeitschrift wollte neben ihrer Funktion als Sprachrohr der Frauenbewegung auch die breite Masse bürgerlicher Frauen ansprechen: Mit den Mitteln eines Familienblattes, mit belletristischen Texten, Alltagsthemen wie Haushaltsführung und Erziehung sollten sie für die Ziele der Frauenbewegung gewonnen werden.
Entsprechend bestand die Zeitung, zumindest in den Anfangsjahren, rund zur Hälfte aus belletristischer Literatur. Die wichtigsten Beiträge zu Prosa und Lyrik kamen in diesen Jahren von Emmi Lewald, Carl Hermann Busse, Maria Janitschek und Lou Andreas-Salomé. Nur Lyrik schrieben Richard Zoozmann, Julius Lohmeyer, Ludwig Jacobowski und Frida Soyaux. Ausschließlich mit Prosa vertreten waren darüber hinaus Emma Simon, Frieda von Bülow, Jonas Lie und die westpreußische Schriftstellerin Elisabeth Siewert, die bis 1900 mit bis zu vier Beiträgen jährlich zu den produktivsten Autorinnen der Zeitschrift gehörte.